# Aneilema calceolus
Aneilema calceolus är en himmelsblomsväxtart som beskrevs av John Patrick Micklethwait Brenan. Aneilema calceolus ingår i släktet Aneilema och familjen himmelsblomsväxter. Inga underarter finns listade.